# يوسف نافون
يوسف نافون (יוסף נבון) (القدس 1858، - باريس أبريل 1934) مصرفي صهيوني ورجل أعمال وشخصية عامة في القدس في نهاية العهد العثماني، من مؤسسي خط السكة الحديدية بين يافا والقدس.

## السيرة الذاتية
ولد يوسف في القدس عام 1858 لعائلة نافون السفاردية التي أقامت في فلسطين منذ أن هاجر الحاخام إفرايم نافون إلى القدس في بداية القرن الثامن عشر، وأنجبت أجيالاً من الحاخامات والقادة ومبعوثين عامين منها.
والده الحاخام إيلياهو بنحاس أفندي نافون (ابن يهودا (مورينو) بن رافائيل نافون)، كان ممثل الجالية اليهودية في مجلس منطقة القدس، وكانت والدته إستير أخت حاييم أمزلاغ (أمزلاق)، نائب القنصل البريطاني في يافا.
درس في طفولته التلمود التوراتي، وفي سن الثالثة عشرة أرسله والده إلى المدرسة الثانوية في مرسيليا، فرنسا. عند عودته، انخرط في التجارة والمصارف، بالشراكة مع المصرفي السويسري يوهانس فروتيغر (1836-1899). تزوج من جيشا فرومكين، الملقبة ببوليسا، ابنة ألكسندر ساندر فرومكين (والد إسرائيل دوف فرومكين، مالك ومحرر صحيفة هافاتسيليت). كان هذا أول زواج بين سفارادي وأشكنازي في اليشوف القديم. اشترى "البيت الأول" لمحانايم (59 شارع هانيفيم في الخلف، القدس) من شريكه فروتيغر وعاش هناك من عام 1885 إلى عام 1934، ومنذ ذلك الحين أصبح المنزل معروفًا باسم بيت نافون بيه.
ساعد في شراء أراضي مستوطنتي بتاح تكفا وريشون لتسيون؛ وأسس مساكن للمهاجرين الفقراء من يهود اليمن؛ وساعد في إنشاء أحياء بيت يوسف ومحانيه يهودا وسوكت شالوم في القدس. بعد أن فقد ممتلكاته، غادر فلسطين وانتقل إلى فرنسا، تاركًا زوجته وبناته في القدس بلا مأوى تقريبًا لأن البنك صادر ممتلكاته، والتي تضمنت بيت محنايم. لم يعد يوسف نافون إلى القدس، وبقيت زوجته غيا في القدس حيث كانت جاءت مع والديها من روسيا وهي طفلة.

### أول قطار في فلسطين
ركز نافون على خط السكة الحديدية بين يافا والقدس وبدأ في دراسة في إمكانية بنائها في عام 1885. كانت ميزته عن المقترحين السابقين للسكك الحديدية أنه كان من رعايا الدولة العثمانية وكان على صلة بالطبقة العليا في الإمبراطورية. أمضى ثلاث سنوات في القسطنطينية للترويج للمشروع والحصول على فرمان من الدولة العثمانية. في 28 أكتوبر 1888، حصل على عقد امتياز لمدة 71 عامًا من السلطات العثمانية التي منحته أيضًا الإذن بتمديد خطوط إضافية من يافا إلى غزة ونابلس. نظرًا لافتقاره إلى رأس المال للمضي قدمًا، ذهب نافون إلى أوروبا في عام 1889 للعثور على مشترٍ للامتياز. اشتراه كاميل كولا، مفتش المنارات، بمليون فرنك. في 29 ديسمبر 1889، تأسست شركة السكك الحديدية العثمانية في يافا والقدس والامتداد في باريس وكان كولاس أول مدير لها.
بدأ بناء السكة الحديدية في 30 مارس 1890، وفي يوم الخميس 26 سبتمبر 1892 وصل أول قطار من يافا إلى القدس. المدة: 3 ساعات و50 دقيقة.
ونتيجة لعمله، مُنح نافون وسام المجيدية واللقب الفخري "بيك" من الحكومة التركية. كما نال تكريمات من حكومتي المملكة المتحدة والبرتغال. لكن نافون بك لم يجني الكثير من المال من مصنع السكك الحديدية؛ بل إنه خسر الكثير من رأس المال هناك، كما خسر عدد من مشاريع التنمية الأخرى التي حاول البدء فيها، وبعد ذلك غادر البلاد وعاش لسنوات عديدة في باريس.
في باريس اتصل بثيودور هرتزل، الذي اشتهر في ذلك الوقت ببداية رؤيته للصهيونية السياسية، وحاول إثارة اهتمامه بالخطط العملية لتنمية البلاد. في عام 1908 كان أحد القادة المؤسسين لرابطة السلام العالمية، وهي منظمة مقرها لندن ولها فروع متناثرة في جميع أنحاء أكبر مدن العالم.
توفي نافون في باريس في 23 نيسان (1934). وحيدًا ومعدمًا.
كان ليوسف وغيا نافون ثلاث بنات، تزوجت إحداهن من الحاخام إليعازر يروحام (مورينو) إليشار. تزوجت الابنة أخرى روزا من إسحاق شمايا إليشار وأبناءهما إيلياهو إليشار شخصية عامة وعضو في الكنيست، ومناشيه إليشار رجل أعمال وناشط عام. ابن عم نافون هو موشيه إفرايم نافون. تزوجت أخته جويا من حاييم كالمي الذي كان يدير أعماله أيضًا لبعض الوقت.